# 1031-es busz
Az 1031-es jelzésű autóbuszvonal Budapest és Ózd között húzódó országos vonal, amelyet a Volánbusz Zrt. üzemeltet Bátonyterenye érintésével.

## Útvonala
A budapesti Stadion autóbusz-pályaudvarról indul. A Hungária körúton északnyugati irányban indul el az M3-as bevezető felé, melyet 4 kilométeren belül el is ér. A fővárosban még a Szerencs utcában áll meg, mint ahogy az összes többi távolsági és országos autóbuszjárat amely a Stadiontól indul. A már Heves megyei Hatvan közelében kanyarodik rá a 21-es főútra, útja nagyrészét ezen tölti. Ellentétes irányból Lőrinci, Jobbágyi, Pásztó és Mátraszőlős települések közelében néhány indítás megáll. 90 kilométer után az első község Mátraverebély. A vele szomszédos Bátonyterenye a célja, annak is Nagybátony városrésze, délkeleti részén szeli át azt. Bőven Nógrád megyében következőnek Nemtit szolgálja ki, aztán Nádújfalut, majd Ivádnak csak bejárati útjánál létesítenek összeköttetést a fordák. A mindössze 2000 lelkes Pétervására határában a különleges tájakon fekvő 3 összenőtt falu, Bükkszenterzsébet, Tarnalelesz és Szentdomonkos fekszik. 2022 végétől várhatóan 2025 nyaráig a bekölcei elágazás és a Szentdomonkos, Típászó közötti szakasza le van zárva, a buszok Szúcs ➝ Egercsehi ➝ Bekölce felé kerülnek. A Bükk északi nagyobb vonulatán túl a borsodi Borsodnádasd található, hátralevő negyed órájában Járdánházán és Arlón gázol át. A megye 2. legnagyobb településére, Ózdra érkezik, a somsályi elágazásban, Hódoscsépányon, és a bolyki elágazásban van leszállási és felszállási lehetőség. A vonal végállomása a helyi autóbusz-állomás. 
Ellentétes irányban útvonala változatlan.

## Közlekedése
Indításszáma magas, a legtöbb járat egy nap során tanévben pénteken lelhető fel, 12 Ózdra, 9 Budapestre. Vasúton Hatvan, Füzesabony és Miskolc felől összekötöttek egymással, de közvetlen eljutás csak autóbusszal biztosított. Expresszjáratok is indulnak egy-két alkalommal. Kiegészítő jegy váltása kötelező (interneten is lehetséges), emelt sebességgel közlekedik.
| Viszonylat                                  | Indításszám      | Közlekedési rend                                                                    |
| ------------------------------------------- | ---------------- | ----------------------------------------------------------------------------------- |
| Budapest, Stadion aut. pu. – Ózd, aut. áll. | 9 pár            | tanítási napokon, kiv. a hét utolsó tanítási napján                                 |
| Budapest, Stadion aut. pu. – Ózd, aut. áll. | 9 pár            | tanszünetben munkanapokon                                                           |
| Budapest, Stadion aut. pu. – Ózd, aut. áll. | 12 oda, 9 vissza | a hét utolsó tanítási napján                                                        |
| Budapest, Stadion aut. pu. – Ózd, aut. áll. | 8 pár            | szabadnapokon                                                                       |
| Budapest, Stadion aut. pu. – Ózd, aut. áll. | 9 oda, 11 vissza | a hét első tanítási napját megelőző munkaszüneti napokon                            |
| Budapest, Stadion aut. pu. – Ózd, aut. áll. | 8 oda, 10 vissza | munkaszüneti napokon, kiv. a hét első tanítási napját megelőző munkaszüneti napokon |

## Megállóhelyei
| 0                                            | Budapest, Stadion autóbusz-pályaudvar végállomás | 0.0 km   | 95, 130, 195 396, 397, 398, 399, 400, 402, 410, 412, 414, 422, 424, 430, 432, 434, 435, 436, 437, 438, 439, 440, 441, 442, 485, 486 901, 908, 908A, 918, 931, 931A, 956, 990 1020, 1021, 1024, 1034, 1037, 1039, 1040, 1044, 1045, 1046, 1049, 1050, 1052, 1053, 1054, 1055, 1063, 1066, 1067, 1068, 1069, 1070, 1075, 1076, 1077, 1078 73, 75, 77, 80 1, 1A |
| A megállóban járat alkalmanként nem áll meg. |                                                  |          | |
| 1                                            | Budapest, Kacsóh Pongrác út                      | 3.8 km   | 25, 32, 225 396, 397, 398, 399, 400, 402, 412, 414, 422, 424, 432, 433, 434, 435, 436, 437, 438, 439, 441, 442 901, 918 1020, 1021, 1024, 1034, 1037, 1039, 1040, 1044, 1045, 1046, 1049, 1050, 1052, 1053, 1054, 1055, 1063, 1066, 1067, 1068, 1069, 1076 74, 81, 82 1, 1A, 3, 69                                                                           |
| 2                                            | Budapest, Szerencs utca                          | 7.7 km   | 96, 124, 225, 296, 296A 396, 397, 398, 399, 400, 402, 412, 414, 422, 424, 432, 433, 434, 435, 436, 437, 438, 439, 441, 442 1020, 1021, 1024, 1034, 1037, 1039, 1040, 1044, 1045, 1046, 1049, 1050, 1052, 1053, 1054, 1055, 1063, 1066, 1067, 1068, 1069, 1076                                                                                                |
| ∫                                            | Lőrinci, petőfibányai elágazás                   | 61.6 km  | 1020, 1024 3602 |
| 3                                            | Jobbágyi, galgagutai elágazás                    | 69.6 km  | 1020, 1021, 1024, 1302 3061, 3062, 3064, 3261, 3262, 3263, 3264, 3266, 3607 |
| ∫                                            | Pásztó bejárati út                               | 80.5 km  | 1020 |
| ∫                                            | Mátraszőlős, faluszéle                           | 83.2 km  | 1020 3061, 3065, 3265 |
| 4                                            | Mátraverebély, szentkúti elágazás                | 90.3 km  | 1020, 1021, 1034, 1301, 1302, 1305 3060, 3061, 3062, 3064, 3065, 3066, 3067, 3166 |
| 5                                            | Bátonyterenye (Nagybátony), Ózdi út 10.          | 93.6 km  | 1, 2, 3, 3A, C 1021, 1034, 1301, 1302, 1305, 1349, 1351, 1354 3051, 3052, 3055, 3056, 3058, 3060, 3061, 3062, 3065, 3066, 3067, 3108, 3152, 3153, 3154, 3156, 3166 |
| 6                                            | Bátonyterenye (Nagybátony), bányaváros           | 94.9 km  | 2, 3, 3A 1021, 1034, 1301, 1302, 1305, 1349, 1351, 1354 3051, 3052, 3055, 3056, 3058, 3060, 3061, 3062, 3065, 3066, 3067, 3108, 3152, 3153, 3156, 3166 |
| 7                                            | Nemti, vegyesbolt                                | 101.7 km | 1034, 1349, 1351, 1384, 1447, 1448 3051, 3052, 3056, 3136, 3153, 3154, 3156 |
| 8                                            | Mátraterenye (Nádújfalu), faluszéle              | 107.4 km | 1034, 1347, 1349, 1351, 1352, 1354, 1384, 1447, 1448 3030, 3034, 3056, 3136, 3156 |
| 9                                            | Ivád bejárati út                                 | 115.2 km | 1034, 1347, 1349, 1351, 1384 3474, 3494 |
| 10                                           | Pétervására, városháza                           | 118.3 km | 1034, 1347, 1349, 1351, 1384 3462, 3474, 3476, 3478, 3479, 3481, 3482, 3483, 3484, 3488, 3490, 3491, 3492, 3494 |
| 11                                           | Bükkszenterzsébet, autóbusz-váróterem            | 125.0 km | 1034, 1347, 1351, 1384 3479, 3481, 3484, 3488, 3491 |
| 12                                           | Tarnalelesz, központ                             | 126.5 km | 1034, 1347, 1351, 1384 3479, 3481, 3484, 3487, 3488, 3491 |
| 13                                           | Szentdomonkos, autóbusz-váróterem                | 128.3 km | 1034 3479, 3481, 3484, 3487, 3488 |
| 14                                           | Szentdomonkos, Tipászó                           | 129.9 km | 1034 3479, 3481, 3484, 3487, 3488 |
| 15                                           | Borsodnádasd, autóbusz-váróterem                 | 138.2 km | 1034, 1051, 1384 3404, 3409 |
| 16                                           | Járdánháza, temető                               | 142.1 km | 1034, 1051 3770, 4180 |
| 17                                           | Arló, Arlói-tó bejárati út                       | 144.8 km | 1034, 1051, 1384 3770, 4180 |
| 18                                           | Ózd, somsályi elágazás                           | 147.7 km | 6, 26, 46, 63, 68, 76 1034, 1051 3770, 4180, 4185 |
| 19                                           | Ózd (Hódoscsépány), élelmiszerbolt               | 148.7 km | 6, 26, 46, 63, 68, 76 1034, 1051, 1384 3770, 4180, 4185 |
| 20                                           | Ózd, bolyki elágazás                             | 150.2 km | 2, 2A, 6, 12, 20, 20A, 21, 23, 26, 46, 63, 68, 76 1034, 1051, 1369, 1384 3770, 4102, 4180, 4185, 4186 |
| 21                                           | Ózd, autóbusz-állomás végállomás                 | 151.7 km | 1, 2, 2A, 3, 4, 6, 7, 8, 12, 20A, 23, 26, 46, 47, 68, 74, 76, 78 1034, 1051, 1369, 1384, 1411 3410, 3770, 3773, 4101, 4102, 4104, 4140, 4145, 4147, 4148, 4150, 4151, 4153, 4155, 4157, 4158, 4160, 4161, 4180, 4185, 4186 |